# Hosín
Hosín (deutsch Hosin, früher auch Hosyn) ist eine Gemeinde in Tschechien. Sie liegt sieben Kilometer nördlich von České Budějovice in Südböhmen und gehört zum Okres České Budějovice. Wahrzeichen des Ortes ist die am höchsten Punkt des Dorfes erhaben über dem Moldautal thronende dreitürmige Kirche St. Peter und Paul.

## Geographie
Hosín befindet sich rechtsseitig über dem Moldautal am Abfall der Lischauer Schwelle zum Budweiser Becken. Das Dorf erstreckt sich am Südhang der Račice (508 m) beiderseits des Tales des Hosínský potok, der westlich in die Opatovická stoka mündet. Im Osten erhebt sich der Jalovcový vrch (454 m). Westlich und nördlich wird der Ort von der Bahnstrecke České Budějovice–Veselí nad Lužnicí umfahren, in der Umgebung von Hosin liegen der Bahnhof Hluboká nad Vltavou-Zámostí und der Haltepunkt Hosín. Im Osten von Hosín verläuft die Dálnice 3 (ein Teil der Europastraße 55), allerdings ohne Anschlussstelle für die Gemeinde. Weitere Landstraßen im Gemeindegebiet sind die Silnice II/146 und Silnice II/603. Östlich des Dorfes betreibt der Aeroklub České Budějovice den Sportflugplatz Hosín.
Nachbarorte sind Nová Obora und Dobřejovice im Norden, Chotýčany und Lhotice im Nordosten, Chyňava, Jednota und Červený Újezdec im Osten, Jelmno, Libníč und Borek im Südosten, Hrdějovice und Trögrův Dvůr im Süden, Bavorovice im Südwesten, Opatovice, Ohrada und Vondrov im Westen sowie Podskalí, Hluboká nad Vltavou und Zámostí im Nordwesten.

## Geschichte

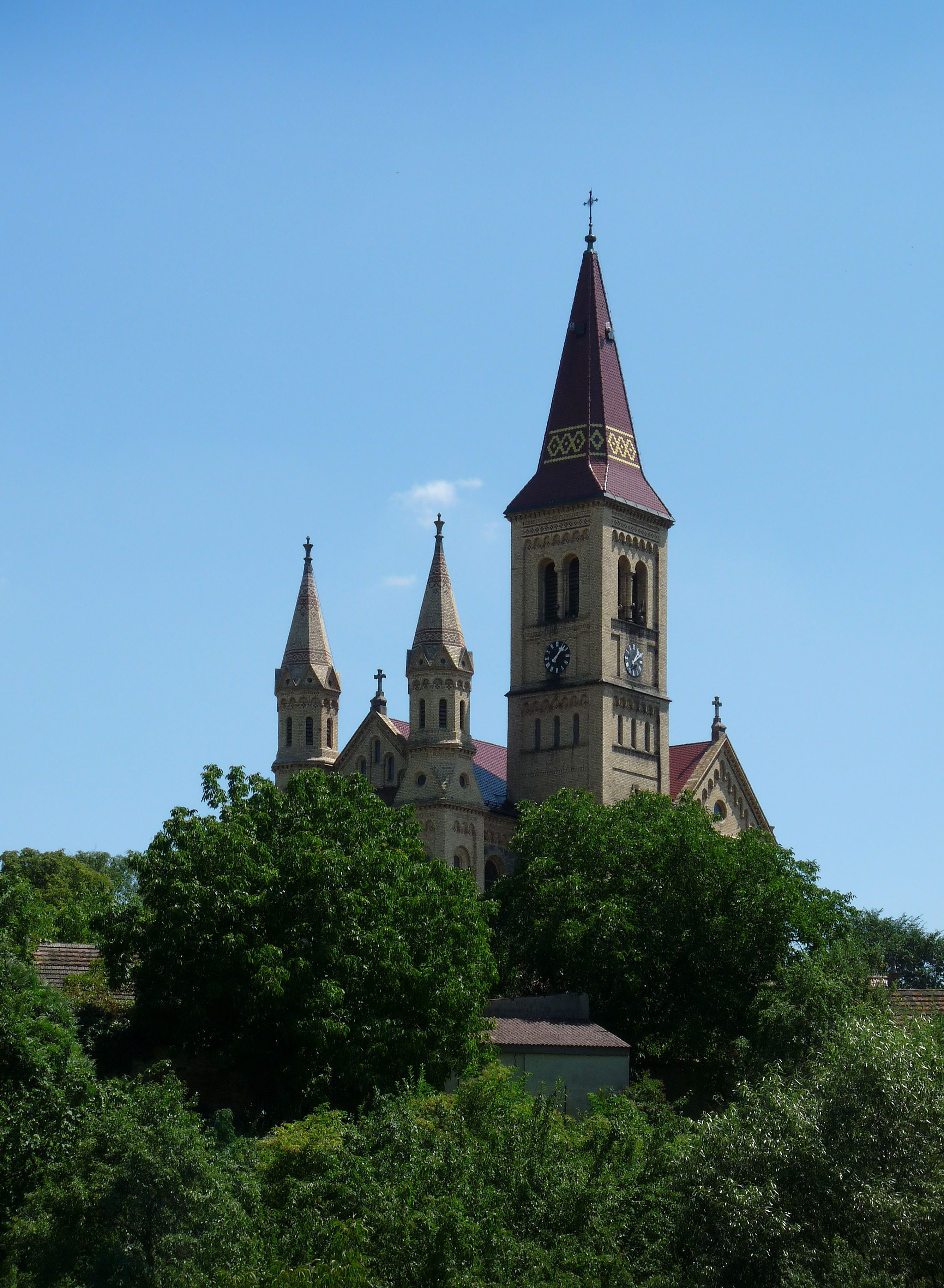
Silhouette der Kirche St. Peter und Paul

Belege einer frühzeitlichen Besiedlung stellen mehrere bronzezeitliche Hügelgräber aus der Zeit der slawischen Burghügelkultur in der Umgebung des Ortes dar. Bauliche Untersuchungen des ältesten Teils der Kirche ergaben, dass diese zwischen 1050 und 1200 erbaut und im 13. Jahrhundert durch einen neuen größeren Bau im gotischen Stil ersetzt worden war.
Im Jahre 1262 erfolgte die erste urkundliche Erwähnung des Waldes Hosyn. Der erste schriftliche Nachweis des zur Froburg gehörigen Dorfes Hossing und der Kirche erfolgte 1330 im Zusammenhang mit dem Pleban Ulrich. Hosín bildete das geistliche Zentrum für die Dörfer in den Höhen östlich der Moldau und war immer der Frauenburg untertänig, die hier einen herrschaftlich Hof unterhielt. König Vladislav II. Jagiello erteilte 1489 dem Aufseher Jiřík besondere Privilegien und befreite ihn als Gegenleistung für die Aufsicht über die landesherrlichen Wälder von den Abgaben an die Frauenburg und die Kirche von Hosyn. Seit 1599 werden die Matriken geführt. 1684 setzte die Herrschaft zur Unterstützung des Pfarrers einen Kaplan in Hosyn ein. Im Jahre 1699 gründete sich mit der Schwarzenbergischen Jagdbrüderschaft Hosyn die erste Jagdgenossenschaft im Königreich Böhmen. Nach finanziellen Spekulationen und der Beteiligung am Ständeaufstand von 1618 wurden die Güter der Malovec von Malovice konfisziert und die Herrschaft 1623 an Baltasar von Marradas übereignet, der sie rekatholisieren ließ.
Zu den Besitzern gehörten die Böhmische Krone, die Herren von Lobkowicz, von Pernstein, von Neuhaus, Malovec von Malovice, von Marradas und letztlich ab 1661 die Fürsten Schwarzenberg.
Im Zuge der Josephinischen Reformen wurde 1781 der alte Friedhof an der Kirche aufgehoben und nach außerhalb des Ortes verlegt. Anlässlich eines Besuchs bei Johann Joseph Fürst zu Schwarzenberg stattete der russische Zar Alexander I. am 19. Oktober 1815 dem Meierhof Hosyn eine Visite ab. Auf der Fahrt nach Frauenberg sah der Zar den Häusler Lorenz Vajtl bei der Feldarbeit auf einem Kartoffelacker am Dobřejovicer Wald. Der Zar bat um Übernahme des Pflugs, zog eine Furche und dankte Vajtl mit sechs Louisdors. Im Jahre 1840 bestand Hosin / Hosyn aus 39 Häusern mit 350 Einwohnern. Im Dorf bestand eine Pfarrkirche, Pfarrhaus, Schule und ein Wirtshaus. Hosin war Pfarrort für Dobřegitz (Dobřejovice), Schmiedtgraben, Lhotitz (Lhotice), Hartowitz und Opatowitz (Opatovice) sowie mehreren zu Zamost (Zámostí) gehörigen Einschichten. Im Jahre 1854 brannte das ganze Dorf nieder. Bis zur Mitte des 19. Jahrhunderts blieb das Dorf immer der Herrschaft Frauenberg untertänig.

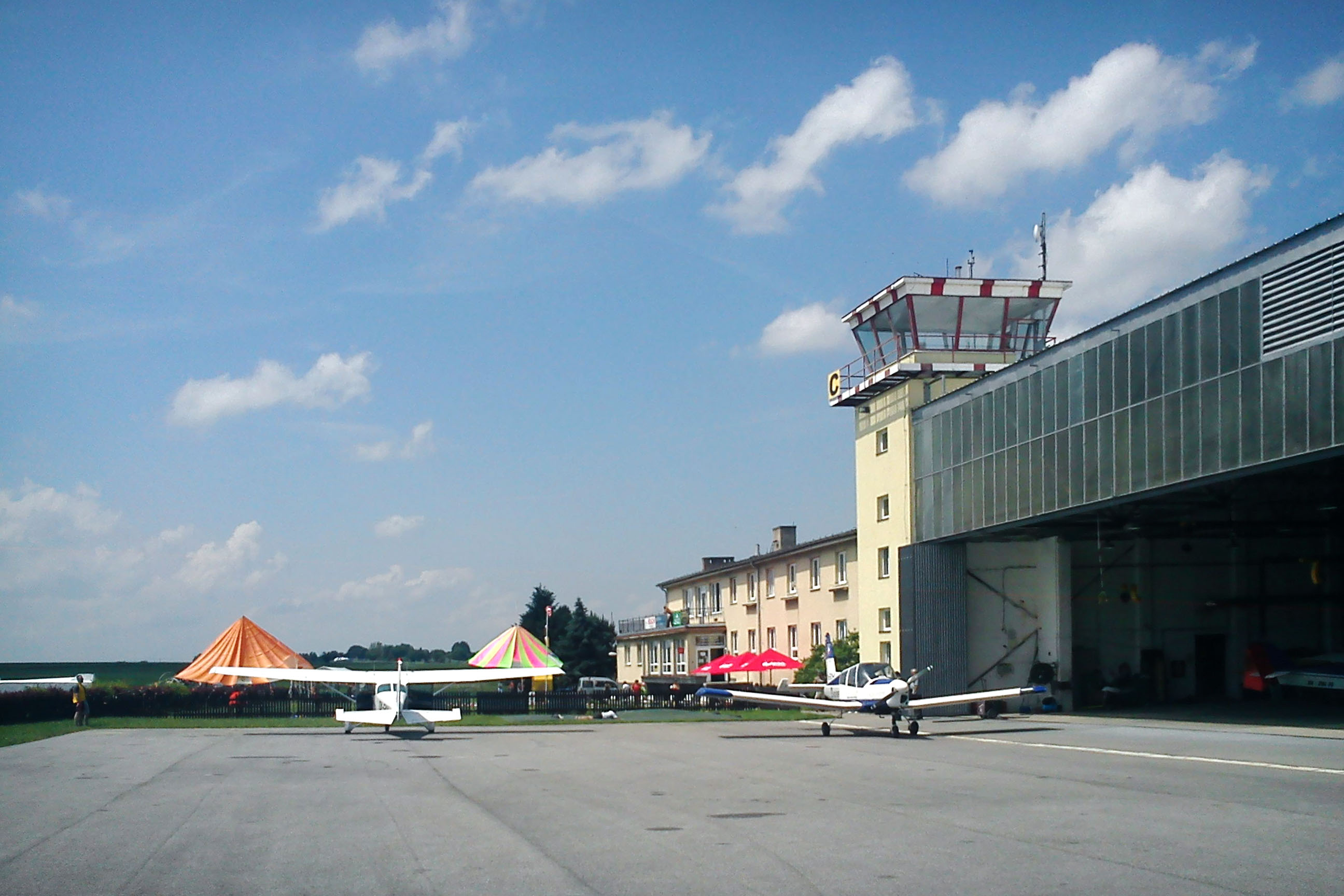
Sportflugplatz Hosín

Nach der Aufhebung der Patrimonialherrschaften bildete Hosin / Hosyn ab 1850 mit dem Ortsteil Bída eine Gemeinde im Bezirk Budweis. Seit den 1870er Jahren betrieb das Unternehmen Koh-i-Noor Hardtmuth in der Lokalität Orty Kaolinstollen. 1910 lebten in der Gemeinde 681 tschechischsprachige Einwohner, der Ortsteil Hosín hatte 522 Einwohner. Nach dem Münchner Abkommen siedelten sich 1938 in der Gemeinde tschechische Flüchtlinge aus dem Sudetenland an; zum Ende des Zweiten Weltkrieges diente der Ort auch zahlreichen Budweiser Familien als Zuflucht vor den Bombenangriffen der Alliierten. Am 16. Mai 1954 wurde Borek abgetrennt und bildete eine eigene Gemeinde. Das neu geschaffenen Kataster Borek wurde auch aus Teilen der Fluren Hrdějovice und Úsilné gebildet. Am 14. Juni 1964 erfolgte die Eingemeindung von Dobřejovice. Der 1957 angelegte Sportflugplatz war 1978 Austragungsort der Weltmeisterschaften im Kunstflug.

## Gemeindegliederung
Die Gemeinde Hosín besteht aus den Ortsteilen Dobřejovice (Dobschejowitz) und Hosín (Hosin), die zugleich auch Katastralbezirke bilden. Zu Hosín gehören außerdem die Wohnplätze Chyňava (Chiniawa), Jednota, Nová Obora und Těšín.

## Bevölkerungsentwicklung
| Jahr      | 1869 | 1880 | 1890 | 1900 | 1910 | 1921 | 1930 | 1950 | 1961 | 1970 | 1980 | 1991 | 2001 | 2011 | 2021 |
| --------- | ---- | ---- | ---- | ---- | ---- | ---- | ---- | ---- | ---- | ---- | ---- | ---- | ---- | ---- | ---- |
| Einwohner | 851  | 975  | 1011 | 964  | 989  | 1001 | 961  | 782  | 819  | 661  | 612  | 610  | 670  | 783  | 902  |

## Sehenswürdigkeiten
- Neoromanische Pfarrkirche St. Peter und Paul, erbaut 1898–1900 nach Plänen von Jan Sedláček anstelle eines romanischen Kirchleins aus dem 12. Jahrhundert, das als Seitenkapelle erhalten blieb. Die darin erhaltenen gotischen Wandmalereien wurden 1901 restauriert.
- Barockes Pfarrhaus aus dem 18. Jahrhundert
- Bildstock mit dem Wappen von Baltasar von Marradas aus dem Jahre 1636
- Naturdenkmal Orty, System von Kaolinstolln an der Flurgrenze zu Borek und Hrdějovice, es gilt als Fledermausrückzugsgebiet
- Giebelhöfe im südböhmischen Bauernbarock

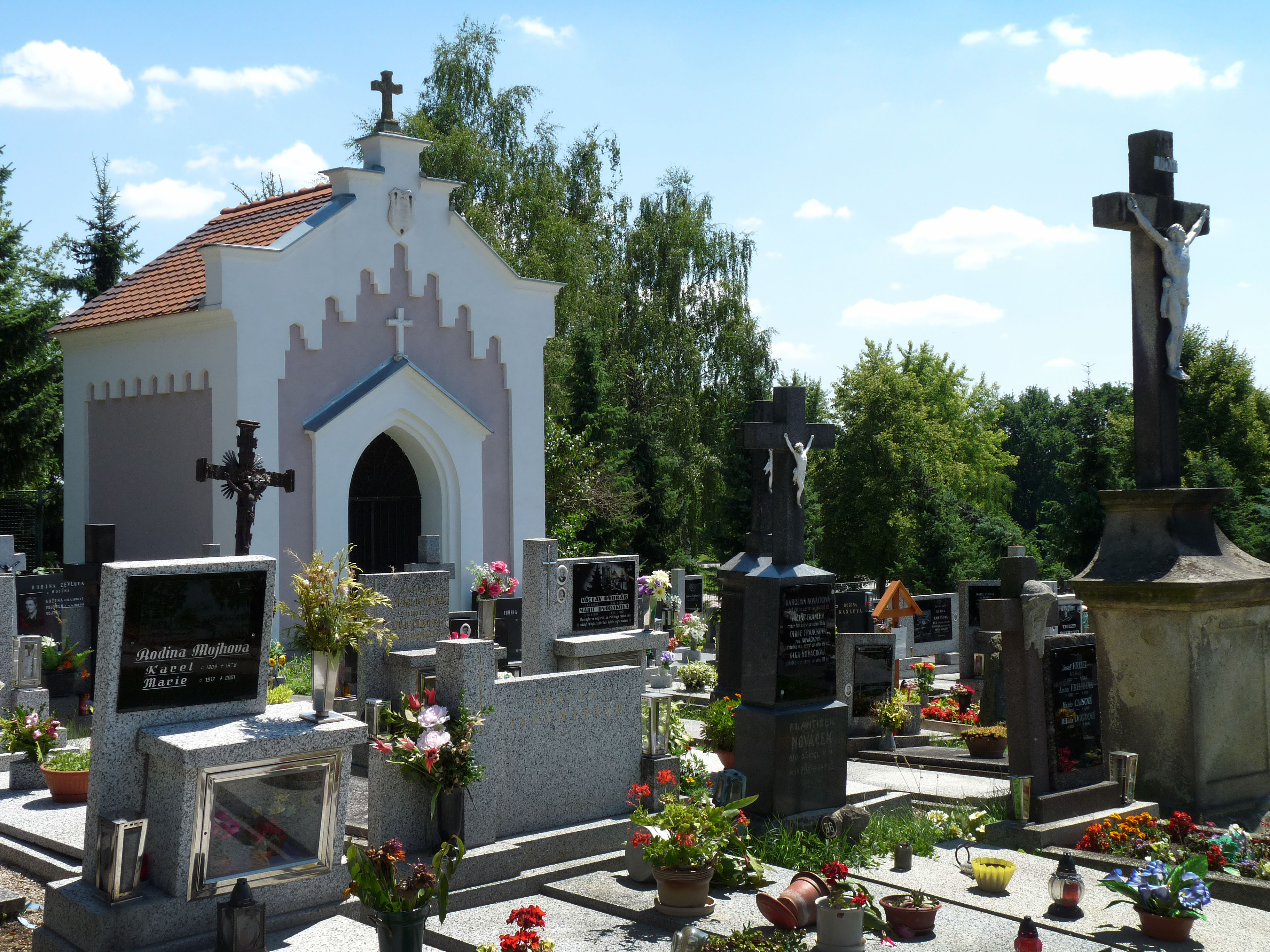
Friedhof
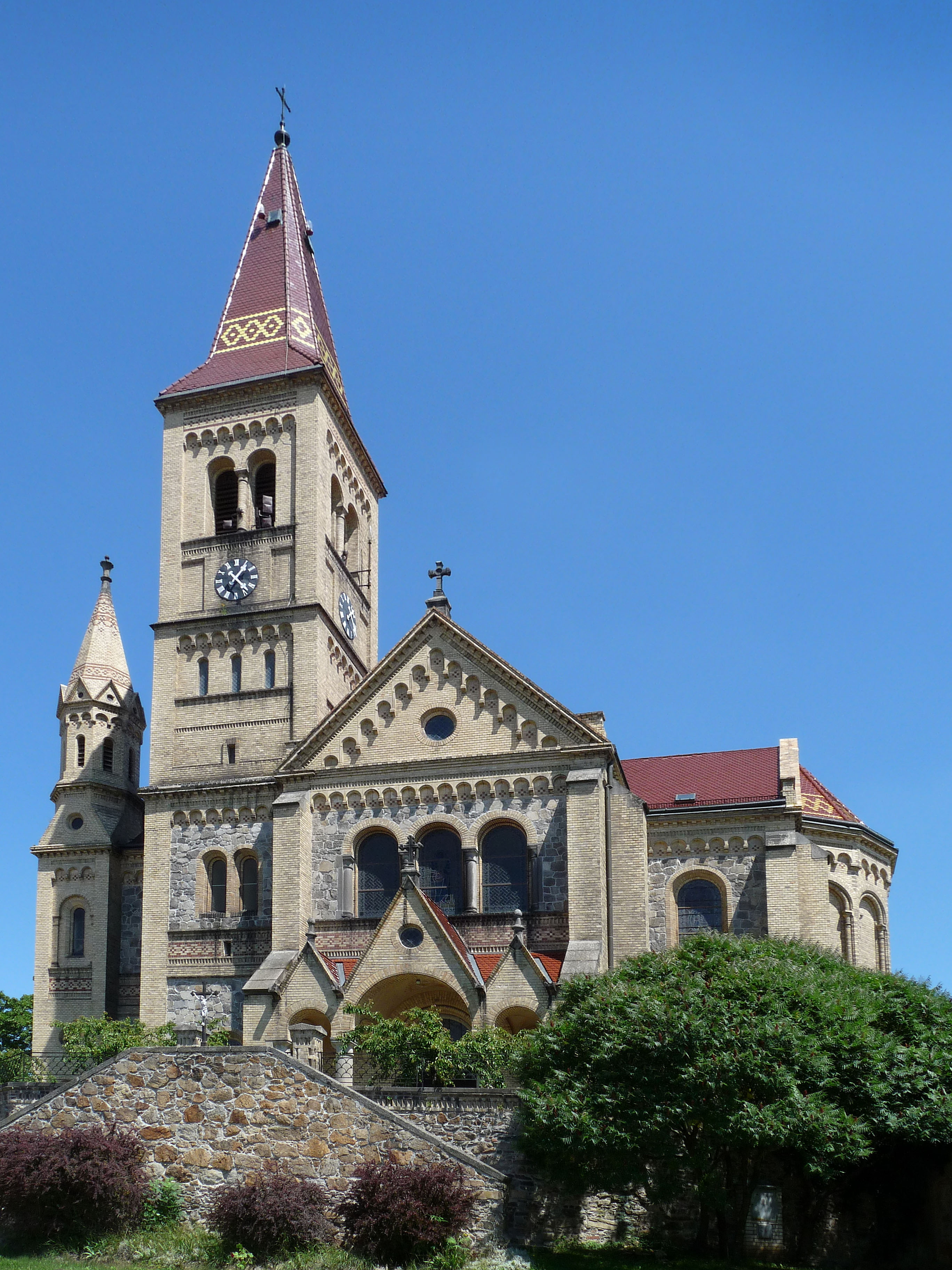
St. Peter und Paul
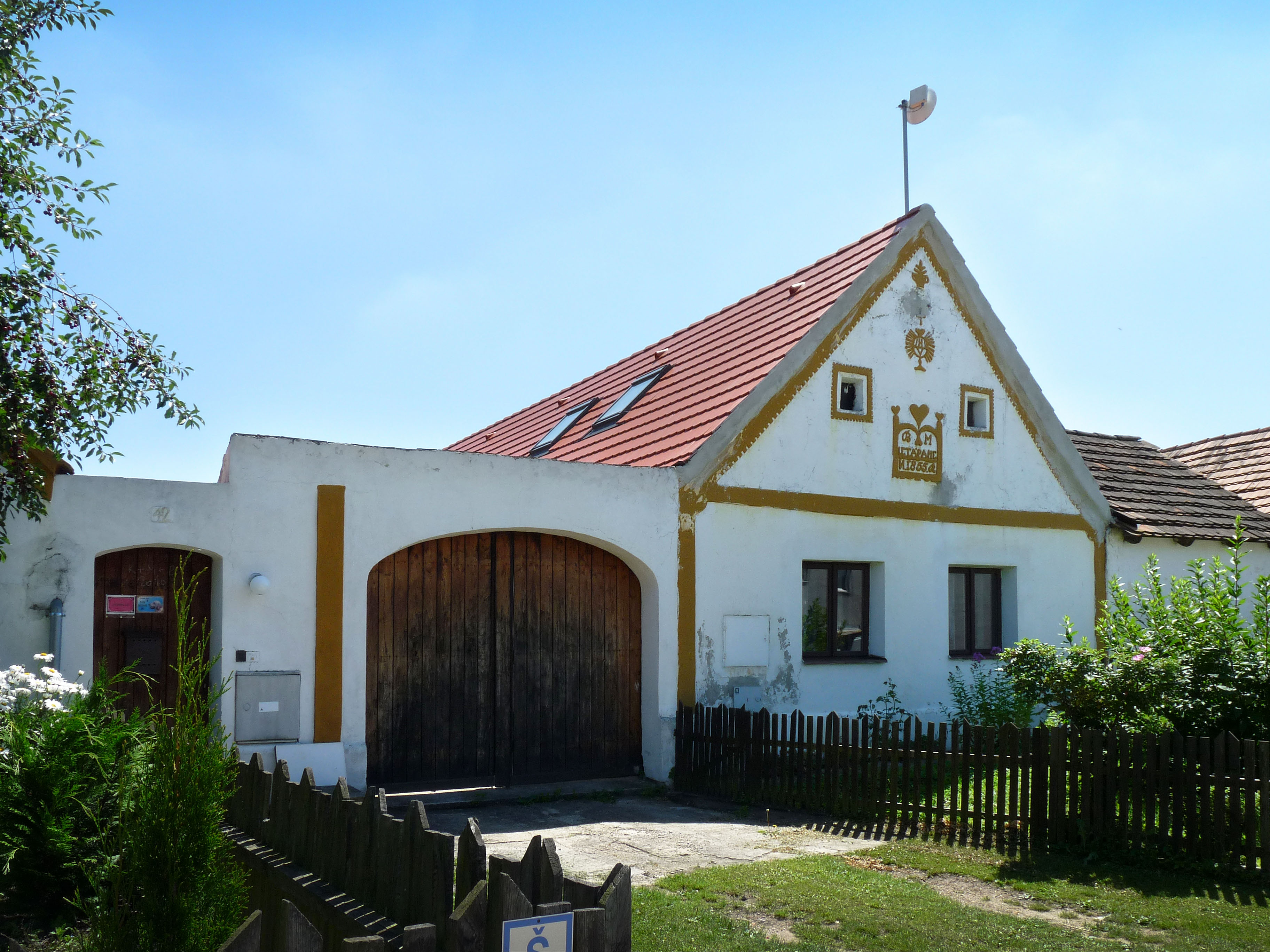
Gehöft Nr. 42